# Joe Hale
Joe Hale (* 4. Juni 1925 in Newland Village, Indiana; † 29. Januar 2025 in Atascadero, Kalifornien) war ein US-amerikanischer Layout-Künstler für Animation, der für die Disney-Studios arbeitete.

## Frühes Leben
Hale wurde am 4. Juni 1925 in Newland Village, Indiana, geboren. Er war eines von neun Kindern, die aus sieben Schwestern und einem Bruder bestanden. Während der Großen Depression zog seine Familie nach Chelsea, Michigan um. Um seine Familie zu unterstützen, begann er als Feldarbeiter beim Jäten von Zwiebeln zu arbeiten. Hale fand als 17-jähriger den Film Bambi so beeindruckend, dass er ihn innerhalb von drei Tagen sieben Mal sah und beschloss, eine Laufbahn als Trickfilmzeichner einzuschlagen.
Als die Vereinigten Staaten in den Zweiten Weltkrieg eintraten, brach Hale die elfte Klasse ab und trat dem United States Marine Corps bei, in dem er von 1942 bis 1946 diente. Er sagte einmal: „Ich kämpfte in der Schlacht um Iwojima. Als der Krieg zu Ende ging, waren wir auf dem Weg nach Japan, um dort einzumarschieren. Statt einzumarschieren, marschierten wir als Besatzungsmacht ein. Ich verbrachte einige Monate in Japan, bevor ich entlassen wurde.“
Nach seiner Entlassung kehrte Hale in die Vereinigten Staaten zurück und legte den GED-Test ab. Er erhielt ein Stipendium im Rahmen der G. I. Bill und studierte ein Semester an der Michigan Academy of Arts in Saginaw. Sein Studium wurde jedoch durch einen nordamerikanischen Schneesturm unterbrochen, der als „Great Blizzard of 1947“ bekannt wurde. Hale hatte genug vom kalten Wetter und zog nach Kalifornien, um an der Lukits Academy of Fine Arts in Los Angeles zu studieren. Nach seinem Abschluss 1951 bewarb er sich bei Walt Disney Productions.

## Karriere

### 1951–1955: Animator
Am 2. April 1951 begann Hale seine Arbeit bei Disney. Zunächst arbeitete er in der Verkehrsabteilung, wo er die Post abholte und an die leitenden Angestellten im gesamten Studio auslieferte. Er machte kleinere Zwischenschritte für Alice im Wunderland. Danach wurde er Assistent von Ollie Johnston beim Film Peter Pan. Sie animierten die Figur Mr. Smee. Hale beschrieb ihren Arbeitsprozess wie folgt: „[Johnston] machte die grobe Animation. Er ging die Szene durch, legte den Zeitplan fest und machte alle Schlüsselextreme, und dann füllte ich die anderen Zeichnungen aus.“ Unter Johnston arbeitete er weiter an Mein großer Freund Ben für die Figur Benjamin Franklin und an Susi und Strolch, wo er Jock, den schottischen Terrier, animierte. Bald darauf arbeitete Hale an dem Kurzfilm Die Musikstunde und an der Episode Man in Space (1955) für die Disneyland-Fernsehserie, beide unter der Regie von Ward Kimball.

### 1955–1980: Layout und Spezialeffekte Künstler
Als er beschloss, nicht mehr als Animationsassistent zu arbeiten, wandte sich Hale an Andy Engman, um in der Layout-Abteilung zu arbeiten. Dort arbeitete er zusammen mit Don Griffith und Eyvind Earle an Dornröschen. In einem Interview sagte Hale, dass er das Layout für die Waldszene, in der Aurora mit den Tieren und dann mit Prinz Philip tanzt, sowie für die Innenszenen des Feenhäuschens gemacht habe. 1980 erinnerte sich Hale: „Ich hatte es so satt, diesen Raum zu zeichnen, jeden Winkel zu zeichnen, immer und immer wieder“. Hale war auch für die Zeichentrickfilme 101 Dalmatiner, Mary Poppins und Cap und Capper verantwortlich. Die gleiche Aufgabe übernahm er auch bei zahlreichen animierten Kurzfilmen, darunter Scrooge McDuck and Money und It’s Tough to Be a Bird.
Mitte der 1950er Jahre begann Hale, an von Disney produzierten Fernsehsendungen mitzuarbeiten, unter anderem an der Anthologie-Serie Disneyland. Er arbeitete unter Wilfred Jackson und dann unter Hamilton Luske für die Primus von Quack-Segmente. Für die Fernsehserie The Mouse Factory arbeitete er wieder mit Ward Kimball zusammen. Er sagte: „Ich schrieb und layoutete. In den 1970er Jahren arbeitete er an Die tollkühne Hexe in ihrem fliegenden Bett und Elliot, das Schmunzelmonster, wo er half, die Zeichentrickfiguren und -hintergründe mit dem Live-Action-Material im Natriumdampf-Verfahren zu kombinieren.“
Zur gleichen Zeit arbeitete er an Animations-Spezialeffekten für mehrere Live-Action-Filme, darunter Der Sieg der Sternenkinder, Die Katze aus dem Weltraum und Schrei der Verlorenen. Für Das schwarze Loch fungierte Hale als Animations-Spezialeffekt-Supervisor und beaufsichtigte ein Team von Künstlern, das 300 Effekt-Shots mit Cel-Animation, Matte und Matte Paintings zusammenstellte. Bei der Oscarverleihung 1980 war er für seine Arbeit an Das schwarze Loch gemeinsam mit einigen Kollegen für den Oscar in der Kategorie besten visuellen Effekte nominiert.

### 1980–1986: Produzent
In der Zwischenzeit lag Taran und der Zauberkessel, der sich schon lange in der Entwicklung befand, fast ein Jahrzehnt in der Animationsabteilung. Walt Disney Productions hatte 1973 die Filmrechte an der Buchreihe Die Chroniken von Prydain von Lloyd Alexander erworben. Hale erinnerte sich: „Ron Miller rief mich an und fragte, ob ich die Produktion von The Black Cauldron übernehmen würde. Ich glaube, einige der Animatoren sprachen mit ihm oder jemand anderem darüber, dass ich die Produktion übernehmen sollte, aber ich wollte es nicht tun, weil ein guter Freund von mir, Arthur Stevens, der Produzent war und ich mich einfach nicht wohl dabei fühlte.“ Miller antwortete, dass Stevens ersetzt würde, egal, ob er mitmachte oder nicht. Nach einigem Überlegen übernahm Hale die Rolle.
1980 wurde Hale zum Produzenten ernannt und beaufsichtigte ein Produktionsteam von 300 Künstlern. Tim Burton, der zu dieser Zeit als Zeichentrickfilmer arbeitete, hatte seitenweise Entwürfe für die Figuren gezeichnet, aber Hale war der Meinung, dass sie in der Animation nicht funktionieren würden. Hale wandte sich stattdessen an Milt Kahl, der sich zur Ruhe gesetzt hatte, um neue Figurenentwürfe zu zeichnen. Hale sah sich auch eine Mappe an, die Andreas Deja, ein junger Künstler aus Deutschland, eingereicht hatte. Beeindruckt von seinem Talent, ließ er Deja in die Vereinigten Staaten importieren und stellte ihn als Animator ein. Aufgrund seiner Erfahrung im Bereich des Layouts arbeitete Hale mit Don Griffith und Mike Hodson zusammen und war stark an der Gestaltung der einzelnen Einstellungen beteiligt. Er erklärte: „Ich wollte viele lange Einstellungen. Die Art und Weise, wie wir damals an das Layout herangingen, war wie bei den Filmen, an denen Walt beteiligt war, dass wir jede Szene wie ein Gemälde betrachteten, das man rahmen und an die Wand hängen konnte. Wir haben jede Szene sehr attraktiv gemacht“.
Kurz vor dem Kinostart 1984 wurde Taran und der Zauberkessel einem Testpublikum vorgeführt. Jeffrey Katzenberg war entsetzt über die düsteren Bilder aus dem Zauberkessel, bezweifelte die Eignung des Films für Kinder und verlangte, die Szenen herauszuschneiden. Hale widersprach: „Animationsfilme können nicht geschnitten werden.“ Katzenberg setzte sich über Hale hinweg, indem er die Filmkopie in einen Schneideraum bringen ließ und das Material selbst entfernte. Verärgert über Katzenbergs Vorgehen wandte sich Hale an Michael Eisner, der Katzenberg in den Schneideraum rief und ihn überredete, damit aufzuhören. Obwohl er tat, was Eisner verlangte, verlangte Katzenberg Änderungen am Film und verschob den für Weihnachten 1984 geplanten Kinostart auf Juli 1985, um den Film zu überarbeiten.
Nach der Veröffentlichung von Taran und der Zauberkessel begannen Hale und sein Produktionsteam mit der Entwicklung einer Verfilmung von T. H. Whites Fantasy-Roman Mistress Masham's Repose. Hale wählte Andreas Deja aus, um die ersten Entwürfe zu zeichnen. Während Roy E. Disney das Projekt unterstützte, lehnte Katzenberg es ab und verweigerte ihm grünes Licht zu geben. Hale und die beiden Storyboard-Künstler David Jonas und Al Wilson arbeiteten auch an einer frühen Version von Die Schöne und das Biest. Kurz darauf wurde Hale zusammen mit dem Animationsteam von Taran und der Zauberkessel von Disney entlassen.
Im Jahr 2008 wurde Hale vom National Fantasy Fan Club (NFFC) mit dem Disney Legends ausgezeichnet, mit dem seine 35-jährige Tätigkeit als Animator, Layouter und Produzent gewürdigt wurde.

## Filmografie
- 1959: Dornröschen
- 1961: 101 Dalmatiner
- 1961: The Litterbug
- 1967: Scrooge McDuck and Money
- 1968: Understanding Stresses and Strains
- 1969: It’s Tough to Be a Bird
- 1970: Dad... Can I Borrow the Car?
- 1971: Die tollkühne Hexe in ihrem fliegenden Bett
- 1973: Robin Hood
- 1977: Die vielen Abenteuer von Winnie Puuh
- 1977: Bernard und Bianca – Die Mäusepolizei
- 1977: Elliot, das Schmunzelmonster
- 1978: Der Sieg der Sternenkinder
- 1979: Das schwarze Loch
- 1980: Schrei der Verlorenen
- 1981: Cap und Capper
- 1985: Taran und der Zauberkessel